# Angelo Mazzoni
Angelo Mazzoni (* 3. April 1961 in Mailand) ist ein ehemaliger italienischer Degenfechter und heutiger Fechttrainer.

## Erfolge
Angelo Mazzoni wurde 1989 in Denver, 1990 in Lyon und 1993 in Essen mit der Mannschaft Weltmeister. 1990 gewann er in Lyon zudem Silber im Einzel, wie auch schon 1985 in Barcelona im Mannschaftswettbewerb. Darüber hinaus sicherte er sich vier Bronzemedaillen bei Weltmeisterschaften. 1981 wurde Mazzoni in Foggia Europameister und gewann zwei Jahre darauf in Lissabon die Silbermedaille.
Sechsmal nahm er an Olympischen Spielen teil: 1980 belegte er in Moskau noch den 29. Rang, vier Jahre später verbesserte er sich in Los Angeles in der Einzelkonkurrenz auf Rang neun. Mit der Mannschaft erreichte er das Halbfinale, in dem Italien Frankreich mit 4:9 unterlag. Das Gefecht um Rang drei gewann die italienische Equipe mit 8:2 gegen Kanada, sodass er gemeinsam mit Stefano Bellone, Sandro Cuomo, Cosimo Ferro und Roberto Manzi die Bronzemedaille erhielt. In Seoul verpasste er 1988 mit der Mannschaft als Viertplatzierter knapp einen weiteren Medaillengewinn, während er im Einzel Rang 25 belegte. 1992 schloss er die Olympischen Spiele in Barcelona auf Rang sechs im Einzel und Rang fünf im Mannschaftswettbewerb ab. Bei den Olympischen Spielen 1996 in Atlanta wurde er Elfter im Einzel, wohingegen er mit der Mannschaft das Finale erreichte, das Italien mit 45:43 gegen Russland gewann. Neben Mazzoni wurden Sandro Cuomo und Maurizio Randazzo somit Olympiasieger. Diesen Erfolg konnte Mazzoni bei den darauffolgenden Spielen im Jahr 2000 in Sydney wiederholen, als er mit Paolo Milanoli, Maurizio Randazzo und Alfredo Rota erneut Gold gewann. Die Italiener gewannen die Finalpartie mit 39:38 gegen Frankreich. In der Einzelkonkurrenz erreichte Mazzoni Rang 23.
Mazzoni begann nach seiner Karriere als aktiver Fechter als Fechttrainer zu arbeiten. Von 2008 bis 2014 betreute er die Schweizer Nationalmannschaften der Herren und Damen. Nach einer kurzen Pause im Jahr 2014 folgte ein Engagement beim russischen Fechtverband.
2000 wurde Mazzoni zum Commendatore des Verdienstordens der Italienischen Republik ernannt.